# 수압
수압은 물의 무게에 의해 발생하는 압력이다. 수심 10m당 1기압씩 상승하며 물체와의 전후좌후에 같은 힘을 준다. 우리가 알고 있는 부력 역시 이러한 압력 때문에 발생한다. 동일 높이에 있는 기준선에 작용하는 압력은 같아야 하기 때문에 물체가 부력을 받는 것이다. 결국 부력은 물체의 아래쪽이 받는 압력과 물체의 위쪽에 받는 압력에 차이가 생기기 때문에 그 힘에 대한 평형을 맞추기 위해서 생겨나는 것이다. 물의 깊이에 따라 그 힘이 달라지며 대기압을 고려하지 않을 때는 깊이가 10cm씩 늘어날 때마다 10g씩 증가한다.